# Trio Parnassus
Trio Parnassus ist ein 1982 von dem Pianisten Friedemann Rieger, dem Geiger Wolf-Dieter Streicher und dem Cellisten Michael Groß gegründetes Klaviertrio.

## Werk
Das Trio Parnassus ist nach dem Berg Parnass benannt, der in der griechischen Mythologie dem  Gott Apollon geweiht und die Heimat der Musen ist. Schon ein paar Monate nach ihrer Gründung gewannen die drei jungen Künstler den Ersten Preis beim Kammermusikwettbewerb in Colmar. Konzertverpflichtungen, Rundfunkaufnahmen und CD-Einspielungen bei dem Label Musikproduktion Dabringhaus & Grimm folgten. Das Trio eroberte sich bald einen festen Platz im internationalen Konzertbetrieb. Dabei war es den drei Musikern immer wieder ein Anliegen, neben dem gängigen Repertoire auch weniger bekannte oder zu Unrecht vergessene Werke der Trioliteratur in ihre Konzertprogramme aufzunehmen. 1989 kam Chia Chou als neuer Pianist zum Trio; 2005 übernahm Yu Yamei das Pult der Violine.
Das Trio Parnassus meidet im Unterschied zu anderen Ensembles das in den 70er Jahren in Mode gekommene Historisieren, hat aber unter Verwendung moderner Instrumente eine eigene, ganz unverwechselbare Klangidentität entwickelt.
Die Gesamteinspielung der Mozartschen Klaviertrios wurde von der BBC als definitive Interpretation auf modernem Instrumentarium gerühmt. Nicht minder gelungen sind die Aufnahmen sämtlicher Trios von Beethoven, Brahms und Schumann sowie eines guten Dutzends weiterer Komponisten, wozu unter anderem als Ersteinspielungen die Werke von Édouard Lalo, Joseph Rheinberger, Philipp Scharwenka und Woldemar Bargiel gehören. Eine besondere Entdeckung war die Kammermusik von Prinz Louis Ferdinand von Preußen, zu der das Trio Parnassus drei CDs veröffentlicht hat.
2001 erhielt das Trio Parnassus für seine vollständige Einspielung der Klaviertrios von Robert Schumann den Echo Klassik der Deutschen Phono-Akademie, die das Ensemble 2008 erneut auszeichnete – dieses Mal für die Interpretation des Klaviertrios D-dur op. 1 und der Suite op. 23 von Erich Wolfgang Korngold.
Das Trio konzertiert in ganz Europa sowie in Amerika, wo es im Oktober 1996 u. a. als Gast der Great Performers Series im New Yorker Lincoln Center aufgetreten ist. Das Trio ist häufig Gast bei deutschen Rundfunkanstalten, weil es immer wieder neue und unbekannte Stücke in seine Programme integriert und dadurch schon viele Meisterwerke wiederbelebt hat. 1999 wurde das Trio Parnassus von dem britischen Magazin Classic CD zu einem der beiden führenden Klaviertrios der Gegenwart gewählt.
Zu Beginn des Jahres 2013 wurde der Pianist Chia Chou durch seinen finnischen Kollegen Henri Sigfridsson abgelöst. Seit 2016 spielt das Trio Parnassus in der Besetzung mit Johann Blanchard, Julia Galić und Michael Groß. Auch die neue Formation hat bereits eine erste CD aufgenommen.

## Musiker
Der Pianist Johann Blanchard wurde 1988 in Romans-sur-Isère geboren und lebt seit 1992 in Deutschland. Im Alter von sechs Jahren erhielt er von Sigrid Lehmstedt seinen ersten Klavierunterricht, den er 1998 am Musikgymnasium Schloss Belvedere in Weimar fortführte. In dieser Zeit spielte er seine ersten Konzerte im Solo- und Kammermusikbereich sowie mit Orchester und erhielt mehrere Preise und Auszeichnungen. 2006 führte ihn der Weg nach Rostock, wo er an der Hochschule für Musik und Theater in der Klasse von Matthias Kirschnereit und Karl Heinz Will sein Studium mit Auszeichnung abschloss. Parallel studierte er an der Universität für Musik und darstellende Kunst Wien in der Klasse von Stefan Arnold. Weitere Anregungen erhielt er u. a. von Abdel Rahman El Bacha, Michel Béroff, Bernd Goetzke, Pavel Gililov, Elisabeth Leonskaja, Bernard Ringeissen und Claudius Tanski. Während seiner Studienzeit war er u. a. Stipendiat der Studienstiftung des deutschen Volkes und erhielt zahlreiche Preise und Auszeichnungen in Internationalen Wettbewerben (u. a. Piano Campus in Pontoise/Paris, Palma D’Oro in Italien, Ferrol in Spanien und Unisa in Südafrika). Johann Blanchard konzertierte bereits in ganz Europa (u. a. Konzerthaus Berlin, Wiener Musikverein, Paris, Prag), den USA (New York, Los Angeles), Südamerika (Asuncion, Buenos Aires), Südafrika (Johannesburg, Pretoria) und China. Als Solist trat er u. a. mit der Norddeutschen Philharmonie, der Polnischen Kammerphilharmonie und der Neuen Philharmonie Westfalen auf. Mehrmals war er im Rundfunk auf NDR Kultur, Radio France und ORF live zu hören. 2015 erhielt er den Preis der deutschen Schallplattenkritik.
Die Geigerin Julia Galić, geboren in Tübingen, begann ihr Violinstudium bei Dierick, Baynov und Agostini. Das künstlerische Aufbaustudium und die Solistenklasse schloss sie an der Hochschule für Musik und Darstellende Kunst Stuttgart bei Ingolf Turban mit Auszeichnung ab. Sie besuchte Meisterkurse u. a. bei Valery Gradow, Yfrah Neaman und Igor Ozim. Als Kammermusikerin sammelte sie Erfahrung beim Melos-, Vermeer- und La Salle Quartett. Sie war Finalistin beim Deutschen Musikwettbewerb 1999. Als Solistin konzertierte sie u. a. mit dem Moskauer Kammerorchester Kremlin, den Zagreber Solisten, dem Litauischen und dem Polnischen Kammerorchester, dem Thailand Philharmonic Orchestra, dem Stuttgarter Kammerorchester und dem Tübinger Kammerorchester. Ihr Repertoire umfasst neben den traditionellen Solo- u. Kammermusikwerken auch selten gespielte Werke, die beim Südwestrundfunk sowie beim Bayerischen Rundfunk als Einspielungen vorliegen. Zum Wintersemester 2011/2012 wurde sie als Professorin an die Hochschule für Musik und Theater München berufen.
Michael Groß war Stipendiat der Studienstiftung des Deutschen Volkes und des deutschen Musikrates. Seinem Studium bei Ludwig Hoelscher und Antonio Janigro an der Staatlichen Musikhochschule Stuttgart sowie bei Pierre Fournier in Genf folgten Preise beim internationalen Kammermusikwettbewerb Maria Canals von Barcelona, beim Wettbewerb der deutschen Musikhochschulen und der erste Platz beim Florentiner Premio Vittorio Gui 1980. Michael Groß ist seit 1979 Solocellist der Stuttgarter Staatsoper und gehörte 1983 zu den Gründungsmitgliedern des Trio Parnassus, mit dem er in ganz Europa, in Kanada und in Nordamerika aufgetreten ist. Darüber hinaus ist er künstlerischer Leiter der Parnassus Akademie, die bislang Werke von Erwin Schulhoff, Vincent d’Indy und Frank Bridge sowie eine CD mit Werken von Max Reger eingespielt hat.